# Gran Premio de la UVF

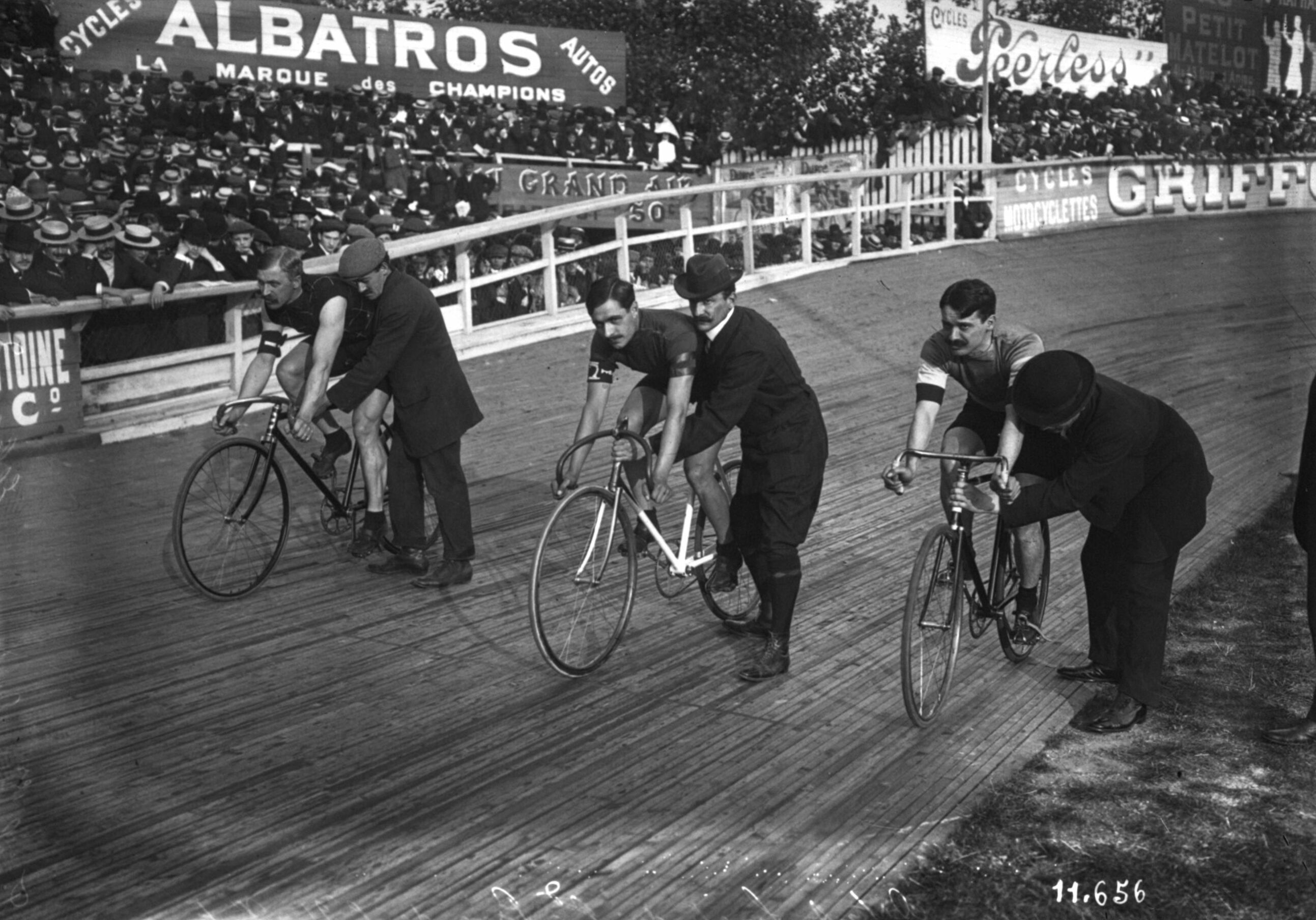
Final del Gran Premio de la UVF. Velódromo de Buffalo en Neuilly-sur-Seine (Francia). 9 de octubre de 1910

El Gran Premio de la UVF era una carrera ciclista de la modalidad de velocidad que se disputaba anualmente en París. Era organizada por la Union vélocipédique de France, el antecedente de la Federación francesa de ciclismo. Junto con el Gran Premio de París y el Campeonato del Mundo, formaban las pruebas más importantes en la disciplina de la velocidad.

## Palmarés
| Año       | Vencedor                  | Segundo              | Tercero                    |
| 1894      | Arthur Augustus Zimmerman | George August Banker | Arthur Edwards             |
| 1895      | George August Banker      | Ludovic Morin        | Paul Bourillon             |
| 1896      | No disputado              |                      |                            |
| 1897      | Ludovic Morin             | Paul Masson          | Paul Bourillon             |
| 1898      | Georges Deschamps         | Louis Grogna         | David Parlby               |
| 1899      | Gian Ferdinando Tomaselli | Louis Grogna         | Jean-Baptiste Louvet       |
| 1900      | Jean-Pierre Domain        | Tom Gascoyne         | Jean Mathieu               |
| 1901      | Diego Conelli             | Edmond Jacquelin     | Charles-Louis Van den Born |
| 1902      | Paul Bourotte             | Louis Grogna         | Harrie Meyers              |
| 1903      | Thorvald Ellegaard        | Harrie Meyers        | Charles Piard              |
| 1904      | Walter Rütt               | Charles Piard        | Henri Mayer                |
| 1905      | Henri Mayer               | Gabriel Poulain      | Frank Kramer               |
| 1906      | Gabriel Poulain           | Frank Kramer         | Henri Mayer                |
| 1907      | Thorvald Ellegaard        | Henri Mayer          | Walter Rütt                |
| 1908      | Émile Friol               | Thorvald Ellegaard   | Walter Rütt                |
| 1909      | Walter Rütt               | Thorvald Ellegaard   | Victor Dupré               |
| 1910      | Émile Friol               | Thorvald Ellegaard   | Marcel Dupuy               |
| 1911      | Émile Friol               | Thorvald Ellegaard   | Léon Hourlier              |
| 1912 (1)  | Thorvald Ellegaard        | Cesare Moretti       | Victor Dupré               |
| 1912 (2)  | Julien Pouchois           | Émile Friol          | Victor Dupré               |
| 1913      | Cesare Moretti            | Émile Friol          | Thorvald Ellegaard         |
| 1914-1918 | No disputados             |                      |                            |
| 1919      | Marcel Dupuy              | Gabriel Poulain      | Bertrand Casas             |
| 1920      | William Bailey            | Emile Otto           | Marcel Dupuy               |
| 1921      | Harris Horder             | Lucien Louet         | Fernand Fournous           |
| 1922      | Robert Spears             | Cesare Moretti       | Piet Moeskops              |
| 1923      | Piet Moeskops             | Lucien Michard       | Cesare Moretti             |
| 1924      | Lucien Michard            | Charles Guyot        | Jean Cugnot                |
| 1925      | Lucien Michard            | Aloïs Degraeve       | Emile Otto                 |
| 1926      | Lucien Michard            | Maurice Schilles     | Lucien Faucheux            |
| 1927      | Lucien Faucheux           | Piet Moeskops        | Maurice Schilles           |
| 1928      | Lucien Michard            | Lucien Faucheux      | Robert Spears              |
| 1929      | Mario Bergamini           | Cesare Moretti       | Aloïs Degraeve             |
| 1930      | Piet Moeskops             | Lucien Michard       | Lucien Faucheux            |
| 1931      | Lucien Michard            | Lucien Faucheux      | Louis Gérardin             |
| 1932      | Lucien Michard            | Louis Gérardin       | Jef Scherens               |
| 1933      | Jef Scherens              | Louis Gérardin       | Lucien Michard             |
| 1934      | Jef Scherens              | Louis Gérardin       | Lucien Michard             |
| 1935      | Albert Richter            | Lucien Michard       | Jef Scherens               |
| 1936      | Louis Gérardin            | Jef Scherens         | Albert Richter             |
| 1937      | Louis Gérardin            | Albert Richter       | Jef Scherens               |
| 1938      | Albert Richter            | Jef Scherens         | Louis Chaillot             |
| 1941      | Louis Gérardin            | —                    | —                          |
| 1942      | Jef Scherens              | —                    | —                          |
| 1943      | Emile Gosselin            | —                    | —                          |
| 1945      | Emile Gosselin            | —                    | —                          |